# Zbór Kościoła Adwentystów Dnia Siódmego w Lgocie
Zbór Kościoła Adwentystów Dnia Siódmego w Lgocie – zbór adwentystyczny w Lgocie, należący do okręgu krakowskiego Kościoła Adwentystów Dnia Siódmego w RP.
Opiekunem zboru jest Pastor Grzegorz Trzpil. 
Nabożeństwa odbywają się w Kościele przy ul. Trzebińskiej 66 – każdej soboty o godz. 9.30.